# PGC 10922
PGC 10922 è una galassia lenticolare situata nella costellazione dell'Ottante alla distanza di oltre 200 milioni di anni luce dalla Terra.
Essendo una galassia lenticolare, ha una morfologia a metà strada tra una galassia ellittica ed una galassia spirale.
Il Telescopio spaziale Hubble ne ha catturato l'immagine nella quale ci appare vista di faccia (face-on). In tal modo è visibile la struttura a spirale del disco galattico con la presenza di polvere scura che circa il centro della galassia. Tutto intorno si apprezza la presenza di un grande alone esterno costituito da ampie e tenui strutture circolari simili a gusci, dove si irradia parte della polvere proveniente dal centro della galassia. La formazione di queste strutture è probabilmente dovuta ad un incontro gravitazionale, o addirittura ad un processo di fusione, con un'altra galassia.
In uno studio pubblicato nel 2008 sono state prese in esame un gruppo di galassie lenticolari come PGC 10922, tra cui PGC 6510, PGC 42871 e PGC 6240. Di queste, l'unica a mostrare l'assenza di ammassi globulari di età intermedia (∼ 1 miliardo di anni) è risultata PGC 10922, probabilmente perché l'attività di formazione stellare è confinata alla regioni centrali della galassia.
PGC 10922 fa parte di un gruppo di galassie denominato CHM2007 LDC 265, costituito anche da altre 5 galassie (2MASX J03564406-8102077, 2MASX J03360969-8302083, ESO 15-5, ESO 15-6 e ESO 4-10).